# Charles Pacôme
Charles Pacôme (Bergues, Nord, 5 de novembro de 1902 — Wasquehal, Nord, 1 de outubro de 1978) foi um lutador de luta livre francês.

## Carreira
Foi vencedor da medalha de ouro na categoria de 61–66 kg em Los Angeles 1932.
Foi vencedor da medalha de prata na mesma categoria em Amsterdã 1928.